# Lower Manhattan
Lower Manhattan (em português:  Baixa Manhattan) é a parte mais meridional da ilha de Manhattan, a principal ilha e centro financeiro e do governo da cidade de Nova York.
Lower Manhattan é definida mais comumente como a área delimitada a norte pela Rua 14, a oeste pelo Rio Hudson, a leste pelo Rio East, e ao sul pelo porto de Nova York (também conhecido como Baía Alta de Nova York). Ao se referir especificamente à menor área de negócios de Manhattan e seus arredores imediatos, a fronteira norte é comumente designado por vias aproximadamente ao sul de uma milha e meia da Rua 14 e uma milha ao norte da ponta sul da ilha. Outras duas principais artérias também são por vezes identificadas como a fronteira norte do  "centro de Manhattan": Canal Street, cerca de metade uma milha ao norte de Chambers Street e 23rd Street, cerca de metade de uma milha a norte da Rua 14.
Ancorado por Wall Street, em Lower Manhattan, Nova York é a capital financeira do mundo e é a casa da New York Stock Exchange, a maior bolsa de valores do mundo por capitalização de mercado de ações de suas empresas listadas.

## Bairros
Lower Manhattan está subdividida nos seguintes bairros:
- Alphabet City
- Battery Park City
- Bowery
- Chinatown
- Civic Center
- Cooperative Village
- East Village
- Financial District
- Five Points
- Greenwich Village
- Hudson Square
- Little Fuzhou
- Little Germany
- Little Italy
- Little Syria
- Lower East Side
- Meatpacking District
- NoHo
- Nolita
- Radio Row
- SoHo
- South Street Seaport
- South Village
- TriBeCa
- Two Bridges
- West Village